# Louis Waldon
Louis Waldon (* 16. Dezember 1934 in Modesto; † 6. Dezember 2013 in Los Angeles) war ein US-amerikanischer Filmschauspieler.

## Leben
Waldon begann seine Schauspielkarriere im Jahr 1965. Er wurde vor allem durch die Zusammenarbeit mit Andy Warhol bekannt, der ihn in den Filmen The Nude Restaurant (1967), Lonesome Cowboys (1968), Flesh (1968) und Blue Movie (1969) einsetzte. In den 1970er Jahren spielte Waldon in mehreren deutschen Filmen, darunter in Jaider – der einsame Jäger (1970), Lenz (1971) und Traumstadt (1973). In Hollywood hatte er 1985 einen kleinen Auftritt in Peter Bogdanovichs Filmdrama Die Maske.
Louis Waldon starb 2013 im Alter von 78 Jahren an einem Schlaganfall in Los Angeles.